# Xã Loup Ferry, Quận Nance, Nebraska
Xã Loup Ferry (tiếng Anh: Loup Ferry Township) là một xã thuộc quận Nance, tiểu bang Nebraska, Hoa Kỳ. Năm 2010, dân số của xã này là 70 người.